# Mike Verstraeten
Mike Verstraeten (n. Malinas, Bélgica, 12 de agosto de 1967) es un exfutbolista belga, que se desempeñó como defensa y militó en diversos clubes de Bélgica. 

## Selección nacional
Verstraeten jugó 6 partidos internacionales, para la selección nacional belga y no anotó goles. Participó con la selección belga, en una sola edición de la Copa Mundial. La única participación de Verstraeten en un mundial, fue en la cita de Francia 1998, donde su selección quedó eliminada, en la primera fase de aquella cita.

## Clubes
| Club               | País    | Año         |
| ------------------ | ------- | ----------- |
| FC Malinas         | Bélgica | 1982 - 1989 |
| Beerschot          | Bélgica | 1989 - 1990 |
| Germinal Beerschot | Bélgica | 1990 - 1999 |
| Anderlecht         | Bélgica | 1999 - 2001 |

## Participaciones en Copas del Mundo
| Mundial                        | Sede    | Resultado    |
| ------------------------------ | ------- | ------------ |
| Copa Mundial de Fútbol de 1998 | Francia | Primera Fase |